# Riznea, Malîn
Riznea (în ucraineană Різня) este un sat în comuna Malînivka din raionul Malîn, regiunea Jîtomîr, Ucraina.

## Demografie
Componența lingvistică a localității Riznea
     Ucraineană (98,57%)
     Alte limbi (1,44%)
Conform recensământului din 2001, majoritatea populației localității Riznea era vorbitoare de ucraineană (98,57%), existând în minoritate și vorbitori de alte limbi.